# Силья Баура Оумарсдоуттир
Силья Баура Оумарсдоуттир (исл. Silja Bára R. Ómarsdóttir; род. 23 апреля 1971, Оулафсфьордюр, Эйстюрланд) — исландский политолог. Профессор факультета политологии Исландского университета. 27 марта 2025 года избрана новым ректором, займёт пост 1 июля.

## Биография
Родилась 23 апреля 1971 года в Оулафсфьордюре.
Жила в Оулафсфьордюре до 11 лет, там же училась в обязательной школе. Затем её родители развелись и Силья Баура переехала с матерью в Акюрейри, где жила два года и училась в обязательной школе Люндарскоули. Затем её мать уехала учиться в Норвегию, а Силья Баура переехала с отцом в Рейкьявик, где училась в обязательной школе Аультамирарскоули (Álftamýrarskóli). После окончания обязательной школы продолжила обучение в средней школе второй ступени на Хамрахлид (MH) в Рейкьявике по направлению современных языков, которую окончила в 1990 году.
Получать высшее образование поехала в Портленд в штате Орегон в США. В 1995 году получила степень бакалавра в области международных отношений в Колледже Льюиса и Кларка. Написала свою выпускную диссертацию по Израилю и Палестине. Во время учебы работала садоводом, помощницей учителя, уборщицей, продавщицей в магазинах и банках. 
Продолжила обучение в магистратуре в Университете Южной Калифорнии в Лос-Анджелесе в штате Калифорния. С 1995 по 1999 год — ассистент преподавателя/научный ассистент. В 1998 году получила степень магистра по международным отношениям. Затем поступила в докторантуру там же. В 1999—2003 годах — преподаватель и координатор репетиторства в Службе академической поддержки спортсменов (SAAS) Университета Южной Калифорнии.
У Сильи Бауры вмятина на лбу. Когда она училась в докторантуре, в её жильё проник мужчина и проломил её голову камнем. Силья Баура получила качественную помощь в больнице, которой управляет Университет Южной Калифорнии и которая является одной из лучших больниц в городе. В программе Mannlegi þátturinn на радиостанции Rás 1 Силья Баура сказала: «В государственной больнице мне не оказали бы такого же уровня услуг». Силья Баура перенесла хирургическую операцию. Также она получила психологическую помощь за государственный счёт как жертва нападения. Из-за травмы головы начались проблемы со зрением, она проходила реабилитацию в течение полутора лет. В дополнение к этому заболел и умер после непродолжительной борьбы с раком её научный руководитель. Поэтому Силья Баура вернулась в Исландию, не завершив докторантуру.
В 2003 году Силья вернулась в Исландию и устроилась на работу в Управление по вопросам равноправия в Акюрейри, где проработала три года.
В 2011 году получила дополнительный диплом по методологии социальных наук Исландского университета, в 2012 году — по педагогике высшей школы.
В 2018 году получила степень доктора философии (Ph.D.) по политологии в Университетском колледже Корка в Ирландии.
В 2000—2008 годах переводила фильмы в компании SDI Media.
В 2004—2007 годах — член правления Союза политологов (Félag stjórnmálafræðinga).
Зимой 2007—2008 годов вела радиопрограмму Gárur о международных отношениях на радиостанции Rás 1.
В 2009—2010 годах назначена альтингом заместителем председателя комитета по иностранным инвестициям. 
Баллотировалась на выборах 27 ноября 2010 года членов Конституционного Собрания (Stjórnlagaþing). Верховный суд Исландии признал выборы в Конституционное Собрание недействительными по процедурным основаниям. Альтинг издал 24 марта 2011 года постановление о формировании Конституционного Совета (Stjórnlagaráð), в состав которого были назначены 25 членов, набравших наибольшее число голосов на выборах 27 ноября 2010 года, в том числе Силья Баура Оумарсдоуттир. Силья Баура была председателем Рабочей группы А — одной из трёх рабочих групп Совета. К ведению группы А относились такие вопросы, как: основные конституционные ценности; гражданство; исландский язык как официальный язык государства; структура Конституции; природные ресурсы; окружающая среда; права человека и государственная церковь. 27 июля 2011 года Конституционный Совет завершил свою работу, и через два дня его председатель передал проект Конституции в альтинг.
Автор многочисленных публикаций.

## Деятельность в сфере гендерного равенства
После возвращения из США до прихода в академическую среду, в 2003—2006 годах работала менеджером проекта, начальником отдела, затем заместителем директора в Центре гендерного равноправия (Jafnréttisstofa).
В 2007—2008 годах работала в совете Феминистского союза Исландии (Femínistafélag Íslands), в 2006—2009 годах — в правлении «Союза борьбы за права женщин Исландии», в 2005—2007 годах — в правлении национального комитета ЮНИФЕМ (ныне «ООН-женщины») в Исландии, в 2006—2007 годах — заместитель председателя там же, а также была выдвинута Министерством иностранных дел в сеть женщин-посредников стран Северной Европы Nordic Women Mediators.
Весной 2019 года назначена премьер-министром председателем консультативного Совета по гендерному равенству (Jafnréttisráð) при правительстве.

## Работа в Красном Кресте
Силья Баура — член Исландского Красного Креста в Рейкьявике. На ежегодном общем собрании весной 2018 года избрана в правление Красного Креста. Была заместителем председателя. Стала председателем Исландского Красного Креста в 2022 году.

## Преподавательская деятельность
Преподавала в Программе исследований и обучения по вопросам гендерного равенства (UNU-GEST) Университета ООН в Исландском университете.
С 2005 по 2008 год — внештатный адъюнкт на факультете политологии Исландского университета. В 2006—2008 годах — директор Института международных отношений (Alþjóðamálastofnun Háskóla Íslands). С 2008 по 2018 год — штатный адъюнкт на факультете политологии Исландского университета. В 2018 году стала доцентом. С 2020 года является профессором международных отношений на факультете политологии Исландского университета.
Во втором туре 27 марта 2025 года избрана новым ректором Исландского университета сроком на пять лет. Её соперником был профессор Магнус Карл Магнуссон (Magnús Karl Magnússon). Она получила 50,7% голосов избирателей, явка составила 47,3 %. Займёт пост 1 июля. Станет второй женщиной, занимающей эту должность с момента основания университета в 1911 году.
Журналист Альма Оумарсдоуттир (Alma Ómarsdóttir) пишет:
После того, как Силья Баура Оумарсдоуттир займёт пост ректора Исландского университета, впервые все государственные и частные университеты страны возглавят женщины. В руководстве правительственных партий и городского совета присутствуют только женщины. Такого никогда раньше не случалось. В то же время женщины являются президентом, епископом, начальником полиции и генеральным прокурором.